# EAファーマ
EAファーマ株式会社（イーエーファーマ、英: EA Pharma Co.,Ltd.）は、製薬会社のエーザイと食品会社の味の素が出資する、消化器疾患に特化した製薬会社である。「E」はエーザイ、「A」は味の素の頭文字を意味する。

## 概要
当社は2010年4月に行われた味の素グループの医薬事業におけるグループ再編によって、味の素の医薬事業を分社化すると同時に、営業・マーケティングを担っていた味の素ファルマと生産・物流機能を担っていた味の素メディカを統合して発足した味の素製薬（あじのもとせいやく）を母体に、エーザイの消化器疾患領域に関連する事業の一部を吸収分割によって承継し、消化器疾患に特化した「消化器スペシャリティファーマ」として新たに発足したものである。本社所在地は旧味の素製薬の本社所在地と同じである。
ロゴマークはエーザイのコーポレートマークのカラーでもある赤と青が継承されている。

## 沿革
- 1919年（大正8年）- 日本薬品洋行を設立する。
- 1945年（昭和20年）- 森下製薬株式会社に商号変更する。
- 1956年（昭和31年）- 森下製薬が世界初の結晶アミノ酸輸液「モリアミン」発売する。味の素の川崎工場で医療用アミノ酸の製造を開始し、森下製薬へ供給する。
- 1957年（昭和32年）- 味の素が森下製薬に資本参加する。
- 1992年（平成4年）- 森下製薬がルセル・メディカと合併し、森下ルセル株式会社に商号変更する。
- 1998年（平成10年）- 森下ルセルがヘキストジャパンの医薬品部門、日本ルセル株式会社、マリオン・メレル・ダウと統合し、ヘキスト・マリオン・ルセル株式会社に商号変更する（現在のサノフィ）。
- 1999年（平成11年）12月 - ヘキスト・マリオン・ルセルの輸液事業を味の素が買収し、味の素の完全子会社として味の素ファルマ株式会社を設立する。
- 2002年（平成14年）
  - 1月 - 味の素がノバルティス・コンシューマー・ヘルス社（スイス）より、免疫賦活経腸栄養剤（アルギニン・EPA飲料）「インパクト」の日本における独占製造・販売権を得る。
  - 7月 - 免疫賦活経腸栄養剤「インパクト」発売。
  - 12月 - 鈴与から清水製薬株式会社及びその子会社のシミズメディカル株式会社を譲受する。
- 2003年（平成15年）4月 - 清水製薬の主力製品の販売を武田薬品工業から味の素ファルマへ移管する。
- 2005年（平成17年）4月 - 味の素ファルマの生産・物流部門を清水製薬に継承し、清水製薬は味の素メディカ株式会社に商号変更。同時に味の素ファルマ・清水製薬の製造承認や知的財産等を味の素へ継承する。
- 2010年（平成22年）4月 - 味の素の医薬事業、味の素ファルマ、味の素メディカが統合し、味の素製薬株式会社を発足する。
- 2013年（平成25年）7月 - 会社分割により、輸液・透析事業を陽進堂と味の素製薬の合弁により発足したエイワイファーマ株式会社（2016年に合弁解消し陽進堂の完全子会社となる）へ承継。
- 2015年（平成27年）1月 - 免疫賦活経腸栄養剤「インパクト」をネスレ日本へ移管。
- 2016年（平成28年）
  - 2月 - 濃厚流動食「メディエフ」「メディエフプッシュケア2.5」の全事業をネスレ日本へ移管。栄養補助食品でネスレ日本と医療・看護系ルートにおいて販売提携。
  - 4月 - エーザイの消化器疾患領域に関連する事業の一部を味の素製薬が承継し、EAファーマ株式会社を発足。エーザイの連結子会社、並びに味の素の持分法適用会社とする合弁会社となる。

## 事業所
本社
東京都中央区入船2-1-1　住友入船ビル
創薬研究所
神奈川県川崎市川崎区鈴木町1-1
福島事業所
福島県白河市白坂牛清水103-1
支店
仙台市青葉区、東京都新宿区、大阪市北区、福岡市中央区

## 在籍した人物
- 近藤隆